# The Telephone
The Telephone, or L'Amour à trois (títol original en anglès, en català El telèfon) és una òpera en un acte composta per Gian Carlo Menotti sobre un llibret en anglès del mateix compositor l'any 1946. Es va estrenar el 18 de febrer de 1947 a l'Ethel Barrymore Theatre de Manhattan, dirigida per Jascha Zayde.
Es tracta d'una comèdia romàntica de petit format que combina un humor picant amb referències a la gran òpera clàssica i un punt de sàtira amb un missatge ben actual: la felicitat la trobem al món que ens envolta, i no a la pantalla del mòbil. La música s'emmarca dins de la tonalitat, amb un caràcter alegre i brillant potenciat per una orquestració lleugera i l'ús de la coloratura per part de la protagonista.
Ha estat traduïda a l'alemany, italià, serbocroat, castellà i suec.

## Personatges
| Personatge     | Tipus de veu     | Estrena, 18 de febrer de 1947 |
| -------------- | ---------------- | ----------------------------- |
| Lucy England   | soprano lleugera | Marilyn Cotlow                |
| Ben Upthegrove | baríton          | Frank Rogier                  |

## Argument
El Ben vol proposar matrimoni a la Lucy, mentre són al seu apartament i just abans de marxar de viatge. Però tot intent es veu frustrat per les interrupcions del seu telèfon: nombroses trucades de telèfon i llargues converses li impedeixen de formular la pregunta. Ben es frustra molt, i fins i tot intenta tallar els cables de l'aparell.
Finalment, per a aconseguir el seu propòsit, opta per a jugar al mateix joc que la noia: com que sembla fer cas només al telèfon, li proposarà matrimoni en una trucada. Ella accepta, i tot seguit interpreten un romàntic duet per trucada telefònica, i la peça musical conclou quan Lucy s'assegura que Ben té el seu número de telèfon guardat.

### Sinopsi
L'acció se situa a l'apartament de la Lucy. L'orquestra fa una introducció i quan s'aixeca el teló es veu a la protagonista ocupada obrint un regal que en Ben li acaba d'entregar.
La noia diu que aquest regal és just el que ella volia, i li dona les gràcies a en Ben. Aquest, però, li diu que és a punt de marxar, però que abans voldria fer-li una pregunta. Li costa concentrar-se i ser directe, i de cop una trucada l'interromp: la Lucy respon a la trucada i peta la xerrada preguntant com estan els amics i familiars. Finalment la trucada finalitza, i la protagonista li explica al noi que era la seva amiga Margaret.
El telèfon torna a sonar, i Lucy torna a respondre, tot i que aquesta vegada, s'han equivocat a l'altra banda de la línia. Ben, que comença a estar nerviós perquè s'està quedant sense temps, li demana que l'escolti.
Quan Ben és a punt d'explicar allò que té a dir, truquen de nou. Aquest cop es tracta de George, amb qui Lucy té una forta discussió, i conseqüentment, penja alterada i plorant. En Ben la consola, li demana que no plori i ella marxa a buscar un mocador.
En quedar-se tot sol, Ben diu que només li queda intentar-ho de nou, però compara el telèfon amb un monstre de dos caps, que té centenars de vides i milles de cordó umbilical. De cop, veu unes tisores sobre una taula, i fa un intent de tallar els cables de l'aparell, quan de cop tornen a trucar i la Lucy apareix de cop, prenent el telèfon i protegint-lo entre els braços. Ella li demana quina era la seva intenció, demanant-li que abaixi les tisores, i el respon que tan sols actuava en defensa pròpia, proposant tenir una conversa tranquil·la sense interrupcions.
Ella, en canvi, només pensa a trucar a la seva amiga Pamela i explicar-li la baralla que ha tingut amb en George. Tot i que en Ben li prega que no ho faci, ella insisteix dient que serà una trucada breu.
La Lucy truca a l'amiga i li explica tot, entrant en detalls. Per altra banda, en Ben sent que vol dir-li que l'estima però que el telèfon li ho impedeix. Les converses s'entortolliguen i finalment en Ben marxa. La Lucy s'adona que ha marxat, i llavors es pregunta què era allò que volia Ben.
A una altra banda de l'escenari, es descobreix una cabina telefònica, que se suposa que es troba en algun lloc públic de la ciutat. A la cabina, Ben truca la Lucy, i aquesta, en sentir el telèfon, corre a despenjar la trucada sabent que és l'estimat.
La Lucy li pregunta on és, i ell respon que es troba molt a prop, i li pregunta si es casarà amb ell. Ella li contesta que ho farà, afegint que l'estima molt, i demanant-li per què ha trigat tant a fer-li la proposta. En Ben, ara beneeix la invenció del telèfon, mentre ella li suplica que no oblidi el seu número de telèfon mentre sigui fora de viatge, demanant-li que la truqui cada dia. Ell li assegura que ho farà.

## El paper de la tecnologia
Menotti és considerat el primer en afavorir la introducció de les noves tecnologies en les obres escèniques de mitjans del s. XX. Va arribar a ser un recurs propi seu per a plasmar el deteriorament de les relacions humanes a través de la ironia i la sàtira motivada per aquests nous invents. Així, The Telephone i The Medium constitueixen un duet amb una malevolència similar a la d'un món que cada dia canvia més ràpid (com mai s'havia vist en la història) gràcies als avenços tecnològics.
El compositor i llibretista posa sobre la taula les noves i xocants realitats que porta la invenció del telèfon: la Lucy ens ensenya com pot mantenir-se connectada amb qualsevol persona d'arreu, superant tota restricció física; però també com això dificulta la comunicació amb els qui té a la vora. S'arriba a exagerar tant aquest fet de l'aïllament que no es pot entendre si no és en clau paròdica. Al segle xxi tots hem normalitzat ja aquest fet, però cal tenir en compte que als anys 40 l'ús del telèfon no estava gens estès encara; però Menotti va saber anticipar a la perfecció aquesta nova realitat.
Tot plegat, aconsegueix que aquestes obres connectin a la perfecció amb l'audiència actual: només cal que un director escènic decideixi canviar el telèfon per un smartphpone (que inclou moltes més funcionalitats i capacitats per abduir l'ésser humà) i el públic actual empatitzarà de seguida amb l'escena. Així, aquesta òpera ha pogut assolir una popularitat que no hagués esperat mai. Michael Albano, director de la University of Toronto Opera, afirma que l'addicció al telèfon ha superat fins i tot les expectatives de Menotti, i que conseqüentment, el compositor ha esdevingut més atemporal que mai.
D'aquesta manera, és comú que actualment se'n facin representacions adaptades a la nova modernitat per a acostar més encara l'argument al públic del segle XXI. El mateix Albano trasllada l'acció de l'apartament de la Lucy als anys 40, a un Starbucks l'any 2015. Scottish Opera també en va fer una versió cinematogràfica en aquesta línia l'any 2020.

## Estrena i recepció
L'òpera còmica The Telephone va ser escrita com a prèvia lleugera per a l'estrena d'una altra òpera del mateix compositor, The Medium -de caràcter molt més tràgic i contrastant. Aquesta no era suficientment llarga com per a constituir l'obra d'un concert sencer, així que les dues òperes es van estrenar com a doblet. L'estrena a Broadway, a l'Ethel Barrimore Theatre, va ser l'1 de maig de 1947: la primera de 211 representacions que arribaria a acumular durant les temporades següents.
The Telephone i The Medium van funcionar molt bé com a parella ja que en totes dues apareix el tema de la tecnologia com a barrera de separació respecte de la societat. The Telephone va aconseguir guanyar popularitat per compte propi, separada de The Medium, doncs és considerada una gran peça de teatre còmic. És interpretada sovint per nombroses companyies operístiques, tant a nivell professional com amateur. Va interpretar-se al Metropolitan Opera, a Nova York, el 31 de juliol de 1965, formant part del concert “Regards to Broadway” dirigida per Franz Allers.
L'obra encarna un missatge satíric cap a les tecnologies, fa una paròdia de com aquestes ens poden arribar a separar: el Ben i la Lucy estan sempre separats pel telèfon. Paradoxalment, en última instància, és gràcies a aquest aparell que el Ben li pot proposar matrimoni. Sovint s'entén aquest final com una rendició de l'home cap a la tecnologia (ja que veu que no pot lluitar en contra seu), però també es pot veure com una aliança amb aquesta per a adaptar-se al món modern i als problemes de la vida moderna.
| «                                  | Un sabroso aperitivo musical. La ópera transcurre en un instante. Nadie establece el habla conversacional con tanta agilidad como Menotti. Fresco y picante, el trabajo termina antes de que te des cuenta. | » |
| — DL Groover, Opera in the heights | |   |

## La música
En tot moment existeix un fort lligam entre la música i allò que passa a l'escenari amb l'ús de leitmotivs associats a cada element. Alguns dels més clars són els trinats (associats al telèfon) o el motiu de quatre acords simbolitzant el batec del cor del Ben: ambdós d'origen gairebé onomatopeic. Menotti sentia una gran afecció opels instruments, per això la orquestració sempre té un paper clau en les seves obres.
La representació musical de la Lucy és molt més variada, associada sempre al caràcter de la trucada que està realitzant: una melodia virtuosa i sofisticada per a representar la frivolitat de la conversa amb la Margaret, la sincopa per a la frustració dels números equivocats, metalls pesants per l'enfadament del George…

### Instrumentació
L'òpera està escrita per a orquestra de cambra i dues veus solistes amb la següent plantilla:
- 1 flauta
- 1 oboè
- 1 clarinet
- 1 fagot
- 1 trompa
- 1 trompeta
- Percussió
- Piano
- Secció de cordes
- Soprano (Lucy)
- Baríton (Ben)

## Discografia
- The Telephone, or, l'amour à trois, Nuova Era, 1992.
- Medium (The) / The Telephone, Naxos, 2011.
- Menotti: The Medium, The Telephone, Brilliant Classics, 2018.

## Enregistraments
- L'any 1968 es va fer una pel·lícula de l'òpera en alemany per a les cadenes de ràdio-televisió SFR/ORF. Anja Silja va interpretar el rol de Lucy i Eberhard Wächter el de Ben. Va ser dirigida per Wolfgang Rennert, i la producció va ser dirigida pel director de teatre austríac Otto Schenk.
- L'any 2006 es va produir un DVD per Decca Music Group i Video Artists International, amb Carole Farley i Russell Smythe als papers principals i amb José Serebrier dirigint la Scottish Chamber Orchester. Aquests DVD també conté una interpretació de l'òpera La Voix Humaine, de Francis Poulenc, història que també conté una conversa telefònica al seu argument.
- El 2020, la Scottish Opera, juntament amb Parea Series, van llançar les seves versions de l'òpera, ambdues ambientades en el segle XXI substituint la figura del telèfon antic per un smartphone. La versió de Parea Series es va dur a terme durant la pandèmia de la COVID-19.[8][9]